# Cuming County
Cuming County är ett administrativt område i delstaten Nebraska, USA. År 2010 hade countyt 9 139 invånare. Den administrativa huvudorten (county seat) är West Point. 

## Geografi
Enligt United States Census Bureau har countyt en total area på 1 489 km². 1 481 km² av den arean är land och 8 km² är vatten. 

### Angränsande countyn
- Thurston County - nordost
- Burt County - öst
- Dodge County - syd
- Colfax County - sydväst
- Stanton County - väst
- Wayne County - nordväst